# Pa negre
Pa negre (Katalanisch für Schwarzes Brot) ist ein katalanischsprachiger Film aus Spanien, Drehbuch und Regie: Agustí Villaronga. Die Handlung basiert auf dem gleichnamigen Buch von Emili Teixidor mit Elementen zwei anderer Geschichten desselben Autors: Retrat d’un assassí d’ocells (Geschichte eines Vogelmörders) und Sic transit Gloria Swanson.
Die Handlung des Films spielt im ländlichen Katalonien wenige Jahre nach dem Ende des spanischen Bürgerkriegs. Der 11-jährige Andreu findet die Leichen eines Mannes und dessen Sohnes. Die Behörden wollen seinen Vater für diese Tat verantwortlich machen, aber Andreu probiert, dessen Unschuld zu beweisen. Doch auf der Suche nach den Tätern stößt Andreu auf eine Welt der Lügen und entfremdet sich zusehends von seiner Familie.
Der Film gewann dreizehn Gaudís (katalanischer Filmpreis), sowie neun Goyas. Als erster katalanischsprachiger Film wurde Pa negre von der spanischen Filmakademie als Kandidat für den Oscar als bester fremdsprachiger Film eingereicht.

## Handlung
In den schwierigen Jahren der Nachkriegszeit im ländlichen Katalonien wird Dionís, ein Vogelhändler, zusammen mit seinem Sohn Culet von einem maskierten Mann ermordet. Der 11-jährige Andreu findet die Leichen der beiden und alarmiert die Behörden. Bevor Culet stirbt, kann er mit letzter Kraft Andreu noch das Wort „Pitorliua“ zuflüstern, den Namen eines Geistes, der angeblich in einer nahegelegenen Höhle wohnt. Der Falangistische Bürgermeister vermutet, dass Andreus Vater für den Tod von Dionís und Culet verantwortlich ist. Farriol, der ein Geschäftspartner des Opfers war, ist ein leichtes Opfer für diese Anschuldigungen aufgrund seiner Vergangenheit als Unterstützer der Zweiten Spanischen Republik vor dem Bürgerkrieg. Zudem konkurrierten der Bürgermeister und er vor Jahren um die Liebe von Andreus Mutter, was noch immer nicht vergessen ist. Aus Angst um sein Leben entscheidet sich Farriol darum, über die Grenze nach Frankreich zu fliehen.
Florència, Andreus Mutter, muss in einer Fabrik in Vic arbeiten und schickt ihren Sohn darum zu ihrer Familie väterlicherseits in ein Haus voller Frauen und Kinder. Dort bewachen Avia, seine Großmutter, und Ció, eine verwitwete Tante, die dort mit ihrem Sohn lebt, den Landsitz der reichsten Familie in der Region, der Manubens. Zudem wohnen dort Enriqueta, eine jüngere Tante, die unter Druck gesetzt wird, um einen älteren Nachbarn, den sie nicht liebt, zu heiraten. Eine weitere Bewohnerin ist Núria, eine gleichaltrige verwaiste Cousine von Andreu, die beim Spielen mit einer Granate eine Hand verloren hat.
Andreu beginnt schnell die dunklen Geheimnisse seiner Familie zu entdecken. Seine Tante Enriqueta ist das Gespräch der Stadt und unterhält eine geheime Affäre mit einem Polizisten der Guardia Civil. Die frühreife und energische Núria unterhält eine sexuelle Beziehung zu ihrem alkoholkranken Lehrer. Andreu freundet sich derweilen mit einem älteren Jungen an, den er zum ersten Mal beim Nacktbaden in einem Fluss im Wald sieht. Der junge Mann ist ein Tuberkulose-Patient aus einem nahe gelegenen Kloster, der davon träumt, Engelsflügel zu haben. Andreu hilft ihm, etwas zu essen bekommen. Eher zufällig erfährt Andreu plötzlich, dass sein Vater nicht in Frankreich ist, sondern sich auf dem Dachboden des Bauernhauses versteckt hält.
Andreu und Núria gehen regelmäßig zusammen durch den geheimnisvollen Wald. Sie ist in ihn verliebt und nähert sich ihm sexuell, aber er weist sie zurück. Als der Bürgermeister die Durchsuchung des Bauernhofes befiehlt, stoßen sie auf Farriol, der daraufhin festgenommen wird. Farriol flüstert Andreu heimlich zu, dass er seine Mutter davon überzeugen müsse, Hilfe bei der einflussreichen Señora Manubens zu suchen. Nach einigen Zweifeln lenkt Florència ein. Widerwillig schreibt Señora Manubens einen Brief an den Bürgermeister zu Gunsten von Andreus Vater. Der Bürgermeister lässt sich jedoch nicht beeindrucken und versucht, sich an Florència zu vergreifen.
Langsam entdeckt Andreu, dass auch seine Mutter ihr eigenes Geheimnis hat. In ihrer Jugend war sie eine enge Freundin von Pitorliua, dem Geist der Legende, den sie als einen netten jungen Mann beschreibt. Beim Besuch seines Grabes treffen Andreu und Núria auf Pauletta, Dionís' halb verrückte Witwe. Sie erzählt den beiden, dass Pitorliua der homosexuelle Liebhaber des einzigen Bruders von Señora Manubens war und er darum von den Männern des Dorfes kastriert wurde. Pauletta deutet auch an, dass Farriol hiermit etwas zu tun gehabt habe. Beim Erkunden der Höhle, in der Pitorliua kastriert wurde, entdecken sie die Namen der Täter an der Wand: Dionís und jemand, dessen Namen mit dem Buchstaben F beginnt. Andreu vermutet: Farriol. Er konfrontiert seine Mutter hiermit und sie gesteht, dass die beiden Männer von Señora Manubens Geld dafür bekommen hätten, Pitorliua einzuschüchtern, aber dann zu weit gegangen seien.
Farriol wird zum Tode verurteilt. Vor seiner Hinrichtung besuchen Florència und Andreu ihn im Gefängnis und er schärft seinem Sohn ein, niemals seine Ideale zu vergessen. Nach der Beerdigung enthüllt eine hasserfüllte Pauletta Florència und Andreu, dass Farriol tatsächlich ihren Mann und ihren Sohn ermordet habe und hierfür von Señora Manubens bezahlt worden sei. Sie erzählt, dass Dionís versucht habe, die reiche Dame zu erpressen und sie sich auf diese Weise erst von ihm und dann von Farriol entledigen wollte. Farriol habe dies nicht vor Gericht erzählt, weil Señora Manubens ihm in Austausch für sein Schweigen eine hervorragende Bildung für Andreu versprochen habe.
Andreu lehnt nun endgültig seine Familie mit ihren Lügen und Enttäuschungen ab. Anstatt mit Núria zu fliehen, wie sie geplant hatte, geht er auf das Angebot einer von Señora Manubens bezahlten Bildung ein. Als Florència ihn in einem Internat besucht (in dem Andreu schon mit dem Nachnamen Manubens ausgerufen wird) wird deutlich, dass er seiner Familie nicht vergeben hat. Nachdem ihn ein Mitschüler fragt, wer ihn denn besucht habe, erwidert er nur, dass eine Frau aus seinem Dorf ihm etwas vorbeigebracht habe.

## Reaktionen
Der Film wurde zuerst überwiegend in Katalonien gezeigt und war nur in wenigen Kinos außerhalb des katalanischen Sprachgebiets zu sehen. Dort wurde der Film sowohl mit Untertiteln wie in einer synchronisierten Version in die Kinos gebracht. Die Synchronisierung wurde durch die Schauspieler selbst durchgeführt, mit Ausnahme der Stimme von Andreu, da der Darsteller Francesc Colomer dem Regisseur zufolge einen zu starken katalanischen Akzent hatte. Die Filmkritiken waren überwiegend positiv, bis sehr positiv.

„(der Film) ist eines der stärksten Werke des immer anspruchsvollen Villaronga.  Es ist eine konsequente Erweiterung eines Diskurses über Monstrosität und seine Ambiguitäten. Ein Film von überwältigender Fülle“

„Der stärkste Punkt von Pa Negre ist seine erzählerische Genauigkeit: jede Szene hat seinen eigenen Rhythmus, und alle wirken, ohne dass es irgendwelche Schlaglöcher auf dem Weg gibt. Zu dieser Präzision des Tones zählt es, dass außer in der Eröffnungsszene die harte Handlung ohne Effekthascherei oder Rohheit in Szene gesetzt wird“

„Wenn der ganze Film so wie der kraftvolle Anfang und das ergreifende Ende gewesen wäre, würden wir nun von einem wahren Meisterwerk sprechen. Der narrative Einbruch im zweiten Teil des Films verhindert jedoch eine solche Qualifikation, wobei wir nichtsdestotrotz jederzeit vor einem eben so ungewöhnlichen wie empfehlenswerten Film stehen“

Von den für die Goyas nominierten Filmen war Pa negre darum auch mit nur rund 140.000 Zuschauer (90.000 davon in Katalonien), der am wenigsten besuchte Kandidat und hatte erst um die 850.000 Euro seiner rund 4 Millionen Euro Produktionskosten eingespielt. Nach dem Erfolg wurde der Film jedoch erneut in ganz Spanien ausgebracht und erreichte letztendlich noch Einnahmen von ungefähr 2,6 Millionen Euro. In Katalonien haben ihn ungefähr 215.000 Menschen gesehen.
Spanische konservative Medien kritisierten nach der Bekanntgabe des Preises, dass der Erfolg auf das geschlossene Wahlverhalten aller katalanischer Mitglieder der spanischen Filmakademie und eine „homosexuelle Lobby“ zurückzuführen sei.

## Oscarnominierung
Als erster katalanischsprachiger Film wurde Pa negre als Kandidat für den Oscar als bester fremdsprachiger Film eingereicht. In der zweiten Hälfte von 2011 führte die Produzentin Isona Passola eine Kampagne in den USA um die Chancen der Kandidatur zu verbessern. Unter anderem wurde der Film als Teil des Festivals Spanish Cinema Now im Lincoln Center in New York vorgeführt. Teil der Kampagne war auch ein Video Good luck, black bread in dem berühmte Katalanen und Spanier (u. a. Josep Carreras, Gerard Piqué und Ferran Adrià) ihre Unterstützung versicherten. Der Film kam letztendlich jedoch nicht in der engere Auswahl für diesen Preis.

## Auszeichnungen
25. Goya (Filmpreis) (Spanien)
- Bester Film
- Beste Regie: Agustí Villaronga
- Beste Hauptdarstellerin: Nora Navas
- Beste Nebendarstellerin: Laia Marull
- Bester Newcomer: Francesc Colomer
- Beste Newcomerin: Marina Comas
- Bestes adaptiertes Drehbuch: Agustí Villaronga
- Beste Kamera: Antonio Riestra
- Beste künstlerische Leitung: Ana Alvargonzález

3. Premis Gaudí (Katalonien)
- Bester Film in Katalanisch
- Beste Regie: Agustí Villaronga
- Beste Hauptdarstellerin: Nora Navas
- Beste Nebendarstellerin: Marina Comas
- Bester Nebendarsteller: Roger Casamajor
- Bester Drehbuch: Agustí Villaronga
- Beste Kamera: Antonio Riestra
- Beste künstlerische Leitung: Ana Alvargonzález
- Beste Produktionsleitung: Aleix Castellón
- Bester Ton: Dani Fonrodona, Fernando Novillo and Ricard Casals
- Bestes Make-up: Satur Merino i Alma Casal
- Bester Tonschnitt: José Manuel Pagán
- Bestes Kostümdesign: Mercè Paloma
- Bester Schnitt: Raúl Román

58. Filmfestival von San Sebastián (Spanien)
- Beste Hauptdarstellerin: Nora Navas

Fotogramas de plata 2010 (Spanien)
- Bester spanischer Film